# 淮阴郡 (唐朝)
淮阴郡，中国唐朝时设置的郡。
唐玄宗天宝元年（742年），改楚州置淮阴郡。郡治在山阳县（今江苏省淮安市淮安区）。下辖山阳县、盐城县（今江苏省盐城市马口镇）、安宜县（今江苏省宝应县）、盱眙县（今江苏省盱眙县盱城镇）、淮阴县（县城在今江苏省淮安市淮阴区码头镇）。唐肃宗乾元元年（758年）复改为楚州。

## 行政长官
唐朝淮阴郡太守
- 李諲（742年）
- 李休伯（743年，未任）
- 赵悦（755年）